# 一柳頼邦
一柳 頼邦（ひとつやなぎ よりくに）は、江戸時代中期の大名。伊予国小松藩4代藩主。

## 生涯
元禄8年（1695年）12月8日、小松藩主一族である一柳治良（第2代藩主一柳直治の次男）の長男として、小松で生まれる。
直治から家督を譲られて第3代藩主となったのは伯父の頼徳（直治の長男）であった。男子のなかった頼徳ははじめ自身の弟である直堅（直治の三男）を養嗣子としていたが、直堅は頼徳が藩主となる直前の宝永2年（1705年）に早世している。正徳4年（1714年）9月、頼邦は伯父である頼徳の養嗣子となり、同年10月には将軍徳川家継への初謁を果たしている。享保9年（1724年）、頼徳の死去により跡を継ぎ、同年12月従五位下兵部少輔に叙任した。
頼邦の治世において、小松藩は享保の大飢饉による甚大な被害を受けた。享保17年（1732年）には「飢人」が住民の4割を超え、藩はその救済に追われた。この飢饉では、隣藩の松山藩が多くの餓死者を出したのに対し、小松藩領内での餓死者は皆無であった。小松藩の「会所日記」を解説した増川宏一は、小藩であるがゆえに領内の不作の兆候の把握が早く、対策が立てられたこと、また日頃からの備蓄米が功を奏したことによるものと評している。
延享元年（1744年）7月8日、江戸で死去。享年50。跡を三男・頼寿が継いだ。

## 系譜
- 父：一柳治良
- 母：門川氏
- 養父：一柳頼徳（1666-1724）
- 室：玉林院
  - 三男：一柳頼寿（1733-1785）
- 生母不明の子女
  - 四男：一柳邦常
  - 五男：一柳直義
  - 女子：杉浦正知正室
  - 女子：喜多川久喬室